# 金特四十二世 (施瓦茨堡-松德斯豪森)
金特四十二世（德語：Günther XLII.，1570年9月7日—1643年1月7日），施瓦茨堡-松德斯豪森伯爵，約翰·金特一世的長子，1593年至1643年在位。
金特四十二世與兄弟安東·海因里希、克里斯蒂安·金特一世共治。金特四十二世終生未婚，1643年去世。